# Лагрнъёган
Лагрнъёган (устар. Лагрн-Еган) — река в России, протекает по территории Нижневартовского района Ханты-Мансийского автономного округа. Длина реки — 94 км, площадь водосборного бассейна — 897 км² (по другим данным — 782 км²).
Начинается на границе с Ямало-Ненецким автономным округом на южном склоне Сибирских Увалов в одном из озёр группы Етыяхато на высоте 116,4 метра над уровнем моря. От истока течёт в южном направлении через сосновый лес и ягельники в окружении болот глубиной 0,8-1 метр. Низовья реки заболочены. Впадает в Аган между 351 и 331 км от устья на высоте 60,2 метра над уровнем моря.
Ширина реки вблизи устья — 15 метров, глубина — 2,5 метра, дно песчаное. Вблизи устья Кутлопъярты ширина реки — 10 метров, глубина — 1 метр выше устья и 1,2 — ниже. Скорость течения воды — 0,4 м/с.
- в низовьях, по левому берегу реки впадает река Сыгуёган[3];
- В 24 км от устья, по левому берегу реки впадает река Ай-Лагрнъёган[3];
- В 26 км от устья, по левому берегу реки впадает река Айярты[3];
- В 34 км от устья, по левому берегу реки впадает река Кутлопъярты[8].

## Данные водного реестра
По данным государственного водного реестра России относится к Верхнеобскому бассейновому округу, водохозяйственный участок реки — Обь от впадения реки Вах до города Нефтеюганск, речной подбассейн реки — Обь ниже Ваха до впадения Иртыша. Речной бассейн реки — (Верхняя) Обь до впадения Иртыша.
Код водного объекта — 13011100112115200043843.